# Термоелектрана Трбовље
Термоелектрана Трбовље (словен. Termoelektrarna Trbovlje) била је термоелектрана на лигнит, смештена на насипу реке Саве у близини Трбовља, у Словенији. Власник термоелектране било је истоимено предузеће.
Првобитна термоелектрана је саграђена 1915. године. Нова термоелектрана је грађена у периоду од 1964. до 1968, а почела је да ради 1966. године. Састојала се из две целине. Прва јединица била је парна јединица снаге 125 MW, док је друга јединица била плинска јединица снаге 63 MW која је укључивала два генератора гаса. Користила се као резервна јединица за словеначки електрични систем.
Димњак термоелектране, познат као Трбовељски димњак, изграђен је 1976. и данас је највиши димњак у целој Европи. Висок 360 метара, димњак је изливен за 210 дана и за његову конструкцију је било потребно 11.866 кубних метара бетона и 1.079 тона арматурног челика. За ову локацију био је потребан висок димњак како би се осигурало уклањање емисија штетних гасова из дубоке уске долине под свим временским условима. Димњак је такође највиша грађевина у Словенији, као и највиша грађевина на простору бивше Југославије.
У новембру 2014. године најављено је да ће термоелектрана бити угашена, а 2016. је коначно затворена након неколико година мировања.

## Историја

### Изградња и почетак рада
Дана 19. марта 1915. године, друге године Првог светског рата, у Трбовљу је отворена новоизграђена електрана дуж Саве. Тог дана нова термоелектрана на угаљ започела је са радом, након што је стара термоелектрана престала да ради због недовољног капацитета, недостатка воде, близине стамбених насеља и других околности.
Тог дана је турбина са генератором снаге 4.000 kW почела да производи електричну енергију. Почетак рада овог новог објекта великог капацитета био је тежак тест за руководство, посебно за електрично и механичко особље рудника Трбовље. На дан отварања окупили су се сви инжењери, машинисти и електричари, као и остало особље рудника и новог постројења термоелектране уз Саву, како су га звали годинама, све до почетка Другог светског рата. Велики турбо генератор, разводна табла поред генератора, низ електричних бројила, полуге прекидача за уље за појединачне потрошаче енергије (сопствена потрошња, рудник, фабрика цемента) били су посебно занимљиви за све учеснике у великој сали машинске сале. Пре прикључка, парна турбина и генератор су и даље радили празни. У 10 сати, међутим, почели су са пондерисањем експеримената на генератору и турбини. За ове експерименте припремљена је велика дрвена када са уграђеним отпорницима за воду испред електране дуж северног зида. Међутим, нико од домаћих стручњака није се усудио да укључи прекидач за уље турбогенератора на разводној табли. Овај посао тада су извршили директор Прве фабрике машина из Брна, инжењер из Крижека, који је иначе као пројектант учествовао у покушајима утовара машина и уређаја. Турбина и генератор издржали су прописано оптерећење. У првом је произведена велика термоелектрана на угаљ, која је у то време била сматрана великом, са три клипна генератора паре. Овај поток је првенствено био намењен за рад различитих машина и уређаја у оквиру убрзане модернизације рудника Трбовље, као и два суседна рудника Храстник и Загорје, коју је започео тадашњи власник рудника ТПД. Грађевински објекти електране уз Саву били су: машинска просторија, котларница, простор за високонапонске уређаје и уређаји за снабдевање угљем.

### Обнова и проширење
Након што се глобална економска криза са свим последицама, чак и у случају проширења и повећања капацитета термоелектране Трбовље, смирила и производња и угља и потрошње електричне енергије вратила у нормалу, рудници су почели да раде нормално сваког дана у недељи. ТПД је преко рудника Трбовље 1934. и 1935. године коначно започеле реконструкцију постојећих капацитета и њихово повећање у електрани Трбовље. После припремних радова, главни радови одвијали су се 1937. и 1938, а завршени су у новембру 1939. године.
Проширена и модернизована електрана Трбовље започела је са радом, иако не пуним капацитетом, почетком 1939. године. Резултати су се брзо показали. Ефекти великих инвестиција манифестовали су се у разним облицима, посебно у већој производњи електричне енергије, већој потрошњи угља, посебно прашине и угљеног муља — муљ из таложног базена, чистоћа реке Саве, већи број запослених, могућност брже електрификације Словеније, посебно неких подручја. До тада нису били електрификовани, а обезбеђен је и нормалнији рад рудара рудника или рудника Трбовље — рудника угља, који су припадали ТДП-у, а друге предности постале су очигледне у каснијим годинама.
Највећа улагања у електрану Трбовље тих година обухватала су: нови парни котао, нови турбогенератор, ново расклопно постројење, згушњивач базена за таложење (који се назива и мамутски уређај), уградњу далековода Трбовље—Подлог, прикључак крањских КДЕ електрана на електрану у Трбовљу, покривена депонија угља и остали пратећи уређаји — усисивачи, димњак, магацин, управна зграда и још много тога.

### Други светски рат
Облици борбе словеначке нације против окупатора у годинама 1941. до 1945. били су веома различити. Један од тих облика било је спречавање и успоравање грађевинских и монтажних радова током проширења електране Трбовље 1942. до 1944. године. У децембру 1942. године започело је пуштање у рад и пробни рад новог турбопуњача. Већ у јануару 1943. године једна лопатица дела ниског притиска турбине Siemens откинула се када је радила у празном ходу у присуству монтера и инжењера монтаже компаније добављача. Узрок квара није могао бити утврђен.
Међутим, редовни рад свих уређаја изграђених 1942. започео је тек средином 1943. и трајао је до маја 1944. године. Током ревизије турбине од стране Siemens-овог инсталатера, лопатице ротора су намерно оштећене услед неправилне употребе дизалице, иначе електрификованој у домаћој електрани. Ротор је требало послати назад у фабрику Muelhlheim/Ruhr. Због транспортних проблема изазваних савезничким бомбама у железничком и другом транспорту, поправак је трајао до септембра 1944. године. У децембру исте године ова јединица је поново пропала због другог намерног оштећења − компресоване расхладне цеви пречника 1 метар због вештачког вакуума. Поправак је трајао месец дана.
Оваквим и сличним акцијама домаћих радника, производња електричне енергије, која је нарочито била потребна још немачкој ратној индустрији, била је на одређено време онемогућена. Тако је немачка економија, посебно ратна, претрпела велику штету, изражену у мањој производњи машина и опреме и наоружања. Ово је био допринос радника термоелектране Трбовље у борби против окупатора.
Током читавог периода окупације у трбовељској електрани било је неколико сличних диверзантских акција са истим циљевима и наменама — да се оштети немачка ратна машина и тако ослаби у даљем току рата и војних операција.

### Поновна изградња и рад
Дана 31. маја 1964. започета је изградња термоелектране Трбовље 2. На простору на коме се сада налази термоелектрана, председник радничког савета Иван Кукович изнео је досадашњи рад и припреме за изградњу овог значајног објекта читаве југословенске електроенергетске мреже. Нагласио је неопходност и оправданост градње, са посебним освртом на велике резерве нискокалоричног угља који леже на подручју Засавског округа. Међутим, претходни капацитети нису могли сагорети и рафинирати сав овај расположиви угаљ у облику електричне енергије. Најснажнији аргумент за изградњу нове термоелектране били су велике резерве угља, посебно на подручју Трбовља. У супротном, сав овај угаљ остао би неископан у пећини, што би био велики губитак за националну економију. Очекивало се да ће овај угаљ задовољити потребе термоелектране у наредних 80 година.
Када је термоелектрана надограђена и пуштена у рад свечаним отварањем, велики проблеми су се појавили убрзо након почетка редовног рада. Они су се углавном манифестовали појавом пепела у камину, али било је и прекомерних вибрација и ексцентричности турбо-генератора. После дужег утврђивања узрока, овлашћени стручњаци су утврдили да добављачи опреме ТЕ Морава нису димензионисали котао за термоелектрану Трбовље у односу на испоручене узорке пошиљки угља из Пољске, а пре свега нису узели у обзир тачку топљења пепела. Тако је термоелектрана била принуђена да ради са оптерећењем од 105 до 110 MW, уместо пројектованих 125 MW, које су зависиле од шљаке у пећи. Последице су се почеле манифестовати у разним облицима. Рудници угља Трбовље и Храстник добили су највише коментара због лошијег квалитета угља, као и због бројних негоривих елемената (камење, гвожђе, глина). На основу низа интервјуа са одговорним професионалцима, ствари су се временом вратиле у нормалу и већа пажња посвећена је квалитету угља на местима искључења, транспорту, вађењу и дробљењу угља.